# 八ヶ岳ポニーユースホステル
八ヶ岳ポニーユースホステル（やつがたけポニーユースホステル）は日本ユースホステル協会に加盟している山梨県のユースホステル。

## 設備
- 個人や小グループに適している
- 余裕があればグループで一室利用可
- 駐車場あり
- 駐輪場あり
- 洗濯機あり
- 乾燥機あり
- 全室禁煙
- 周辺にスポーツ施設あり
- 周辺にスキー場あり
- 周辺に温泉あり

## 交通アクセス
- 中央線小淵沢駅から徒歩25分